# Jean-Michel Sama Lukonde
Jean-Michel Sama Lukonde Kyenge (París, 4 de agosto de 1977) es un político congoleño que se desempeña como Primer Ministro de la República Democrática del Congo desde el 26 de abril de 2021. Es miembro del partido Futuro del Congo.

## Biografía
Lukonde nació el 4 de agosto de 1977 en París y es ingeniero de formación.
Se desempeñó como uno de los diputados más jóvenes en la Asamblea Nacional de la República Democrática del Congo y Ministro de Deportes y Juventud durante la presidencia de Joseph Kabila.
Fue director general de Gécamines, una de las empresas mineras más grandes de África y la más grande de la República Democrática del Congo. Fue nombrado para este puesto por el presidente Félix Tshisekedi en junio de 2019. Antes de este puesto, también fue administrador general adjunto de la Compañía Nacional de Ferrocarriles del Congo (SNCC).
Fue nombrado Primer Ministro por el presidente Félix Tshisekedi en febrero de 2021. Anunció su gabinete el 12 de abril de 2021, y finalmente asumió el cargo el 26 de abril.